# Lovesong
"Lovesong" (понекад и "Love Song", у преводу "Љубавна песма") је модерна балада коју је написао Роберт Смит и првобитно ју је издао бенд Кјур (енгл. The Cure) на свом албуму Disintegration. Роберт Смит је првобитно написао ову песму као поклон својој дугогодишњој девојци, Мери, непосредно пре њиховог венчања.

## Назив
О називу ове песме постоје широке расправе, јер он варира између "Lovesong" и "Love Song" на многим званичним издањима Кјура. Уметност за албум Disintegration користи оба назива; "Love Song" на списку песама, а "Lovesong" код текстова песама. Када је издат као сингл 1989. године, на компакт-диску назив је био "Lovesong", а каснија издања Кјура,  и Galore, искључиво користе назив "Lovesong", док Greatest Hits компилација користи "Lovesong" на списку песама, а "Love Song" у напоменама. 

## Оригинално издање
По издању као сингл, песма је прво достигла друго место на Билбордовој листи врућих 100. По издању, песма је постала светски успех.

## Верзија 311
Песму је обрадио бенд 311 2004. године за саундтрек филма 50 састанака за памћење. Ова верзија песме може се наћи на њиховом компилационом албуму Greatest Hits '93-'03. Ова верзија доприноси острвским ритмом и у филму се налази у одјавној шпици.
Обрада је надмашила оригинал доспевши на прво место билбордове листе модерног рока. Међутим, многи фанови оспоравају тврдње да је обрада заправо боља од оригинала.
Бивши члан Кјура, Лол Толхарст појављује се у споту за верзију бенда 311. Он је био члан Кјура за време снимања песме "Lovesong", али није учествовао у снимању и убрзо након издања сингла је био отпуштен.

## Остале обраде
Ову песму су обрадили бендови Anberlin, A Perfect Circle, The Deluxtone Rockets, Jack Off Jill, Snake River Conspiracy, Ten Foot Pole, Death Cab for Cutie и Voltaire, као и певачица-текстописац Тори Амос.